# Bealanana (distrikt)
Bealanana District är ett distrikt i Madagaskar.   Det ligger i regionen Sofiaregionen, i den norra delen av landet, 500 km norr om huvudstaden Antananarivo. Antalet invånare är 100 750. Arean är 6 543 kvadratkilometer.
Terrängen i Bealanana District är bergig åt nordväst, men åt sydost är den kuperad.